# Anaerofilum pentosovorans
Anaerofilum pentosovorans è una specie di batterio appartenente alla famiglia delle Lachnospiraceae.